# Прогрессивная партия (Филиппины)
Прогрессивная партия (таг. Progresista Party). или Партия прогресса Филиппин — бывшая реформистская политическая партия Филиппин, основанная в 1957 году. Рассматривалась как наиболее ранняя альтернатива доминирующим в то время Националистической и Либеральной партиям. Прекратила существование в 1969 году.

## История
Прогрессивная партия была основана в 1957 году Мануэлем Манаханом и Раулем Манглапусом, которые служили ключевыми членами администрации президента Рамона Магсайсая. Создание новой партии было связано с недовольством некоторых членов Националистической партии по поводу «холодного приёма» от союзников нового президента Карлоса Гарсиа.
На всеобщих выборах 1957 года, состоявшихся в конце того же года, Манахан стал лидером новой партии, а Висенте Аранета был его напарником. Партия выставила полный список из 8 кандидатов в сенаторы, среди которых был Манглапус. Манахан начал предвыборную кампанию, похожую на кампанию покойного, но все ещё популярного Рауля Магсайсая, что позволило ему стать популярным среди народных масс и составить реальную конкуренцию президенту Гарсии и Хосе Юло от Либеральной партии. В результате Манахан занял 3-е место, получив 20,9 % голосов. Однако и кандидат в вице-президенты, и кандидаты в сенаторы от партии также потерпели поражение.
На промежуточных выборах 1959 года партия объединилась с перебежчиками из Либеральной и Националистической партий и сформировали Великий альянс. Во время кампании коалиция критиковала взяточничество и коррупцию в администрации президента Гарсии.
На всеобщих выборах 1961 года Прогрессивная партия в составе Великого альянса объединила свои усилия с Либеральной партией, чтобы предотвратить переизбрание президента Карлоса Гарсии. Объединённые партии поддержали вице-президента Макапагала из Либеральной партии в качестве кандидата на президентские выборы 1961 года и Эммануэля Пелаеса из Прогрессивной партии в качестве его напарника. Лидеры прогрессистов Манглапус и Манахан баллотировались в качестве приглашённых кандидатов в сенаторы от Либеральной партии и оба были избраны в Сенат.
К 1965 году члены Великого альянса отделились от Либеральной партии из-за своего несогласия с администрацией президента Диосдадо Макапагала. Вскоре Прогрессивная партия была переименована в Партию прогресса Филиппин. Он выставил Манглапуса в качестве кандидата в президенты на всеобщих выборах, состоявшихся в конце того же года, а Манахан баллотировался в качестве кандидата в вице-президенты.
Партия за филиппинский прогресс, широко известная как Третья сила, рассматривалась как подлинная альтернатива президенту Макапагалу и сенатору Фердинанду Маркосу из Националистической партии. В частности, Манглапус приобрёл широкую поддержку в крупных городах и среди молодых избирателей. Однако в отличие от выборов 1957 года, на которых Манахан считался реальным соперником, Манглапус не имел шансов на победу на выборах. В результате Манглапус получил 5,17 % голосов, а Манахан — 3,40 %.
После этого партия продолжала некоторое время существовать, пока не распалась в 1969 году.